# Afrotis afra
Afrotis afra е вид птица от семейство Otididae. Видът е световно застрашен, със статут Уязвим.

## Разпространение
Разпространен е в Южна Африка.